# Bílkovice
Obec Bílkovice (německy Bilkowitz) leží v okrese Benešov ve Středočeském kraji. Žije zde 217 obyvatel a katastrální území obce má rozlohu 578 ha. Ve vzdálenosti 7 km jižně leží město Vlašim, 12 km západně město Benešov, 29 km severozápadně město Říčany a 33 km západně město Sedlčany. Při jihovýchodním okraji obce protéká říčka Chotýšanka, která je levostranným přítokem řeky Blanice.

## Historie
První písemná zmínka o obci pochází z roku 1420.

### Územněsprávní začlenění
Dějiny územněsprávního začleňování zahrnují období od roku 1850 do současnosti. V chronologickém přehledu je uvedena územně administrativní příslušnost obce v roce, kdy ke změně došlo:
- 1850 země česká, kraj České Budějovice, politický okres Benešov, soudní okres Vlašim[4]
- 1855 země česká, kraj Tábor, soudní okres Vlašim
- 1868 země česká, politický okres Benešov, soudní okres Vlašim
- 1937 země česká, politický i soudní okres Vlašim[5]
- 1939 země česká, Oberlandrat Německý Brod, politický i soudní okres Vlašim[6]
- 1942 země česká, Oberlandrat Praha, politický okres Benešov, soudní okres Vlašim[7]
- 1945 země česká, správní i soudní okres Vlašim[8]
- 1949 Pražský kraj, okres Vlašim[9]
- 1960 Středočeský kraj, okres Benešov
- 2003 Středočeský kraj, okres Benešov, obec s rozšířenou působností Vlašim

### Rok 1932
V obci Takonín (přísl. Bílkovice, Moravsko, 460 obyvatel) byly v roce 1932 evidovány tyto živnosti a obchody: výroba cementového zboží, 3 hostince, kolář, košíkář, 2 kováři, krejčí, mlýn, obuvník, pojišťovací jednatelství, rolník, obchod se smíšeným zbožím, studnař, 2 trafiky.

## Části obce

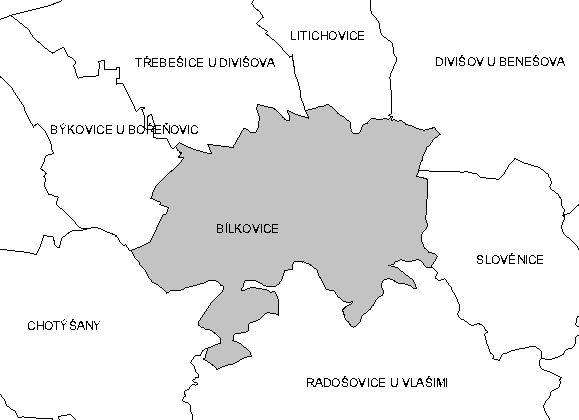
Katastrální území Bílkovic

Obec leží na katastrálním území Bílkovice a skládá se ze tří místních částí: Bílkovice, Moravsko a Takonín.

## Doprava
Dopravní síť
- Pozemní komunikace – Obcí prochází silnice II/113 Vlašim - Bílkovice - Divišov - Chocerady.

- Železnice – Železniční trať ani stanice na území obce nejsou.

Veřejná doprava 2012
- Autobusová doprava – V obci měly zastávky autobusové linky Vlašim-Takonín-Benešov (v pracovní dny 2 spoje), Vlašim-Divišov-Benešov (v pracovních dny 6 spojů, o víkendu 2 spoje) a Pacov-Lukavec-Vlašim-Praha (v pracovní dny 1 spoj) (dopravce ČSAD Benešov, a. s.).

## Turistika
- Cyklistika – Obcí vede cyklotrasa č. 0072 Postupice - Chotýšany - Bílkovice - Divišov - Český Šternberk.
- Pěší turistika – Obcí vede turistická trasa  Ledečko - Divišov - Bílkovice - Domašín - Zajíčkov.

## Galerie

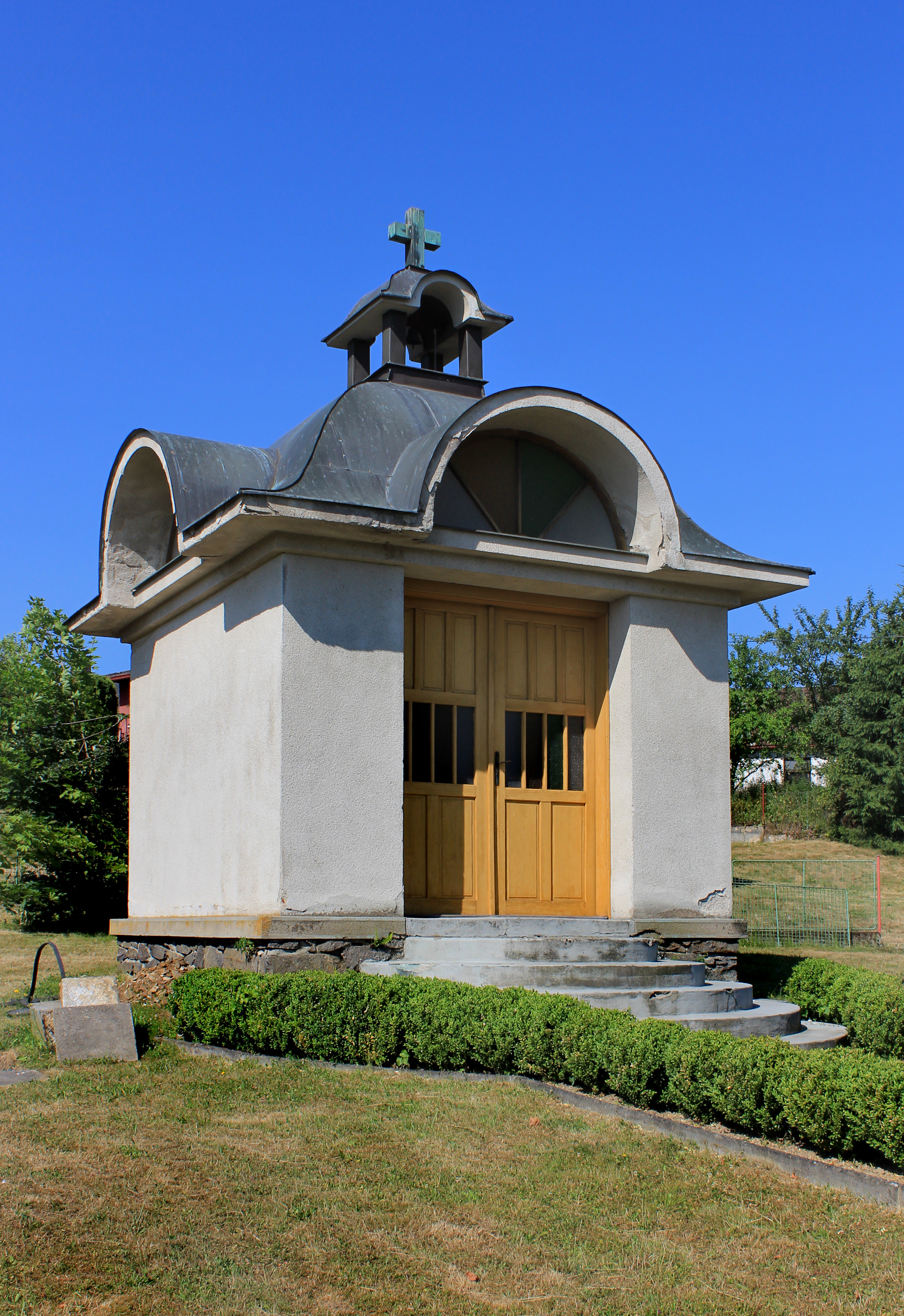
Kaple na návsi
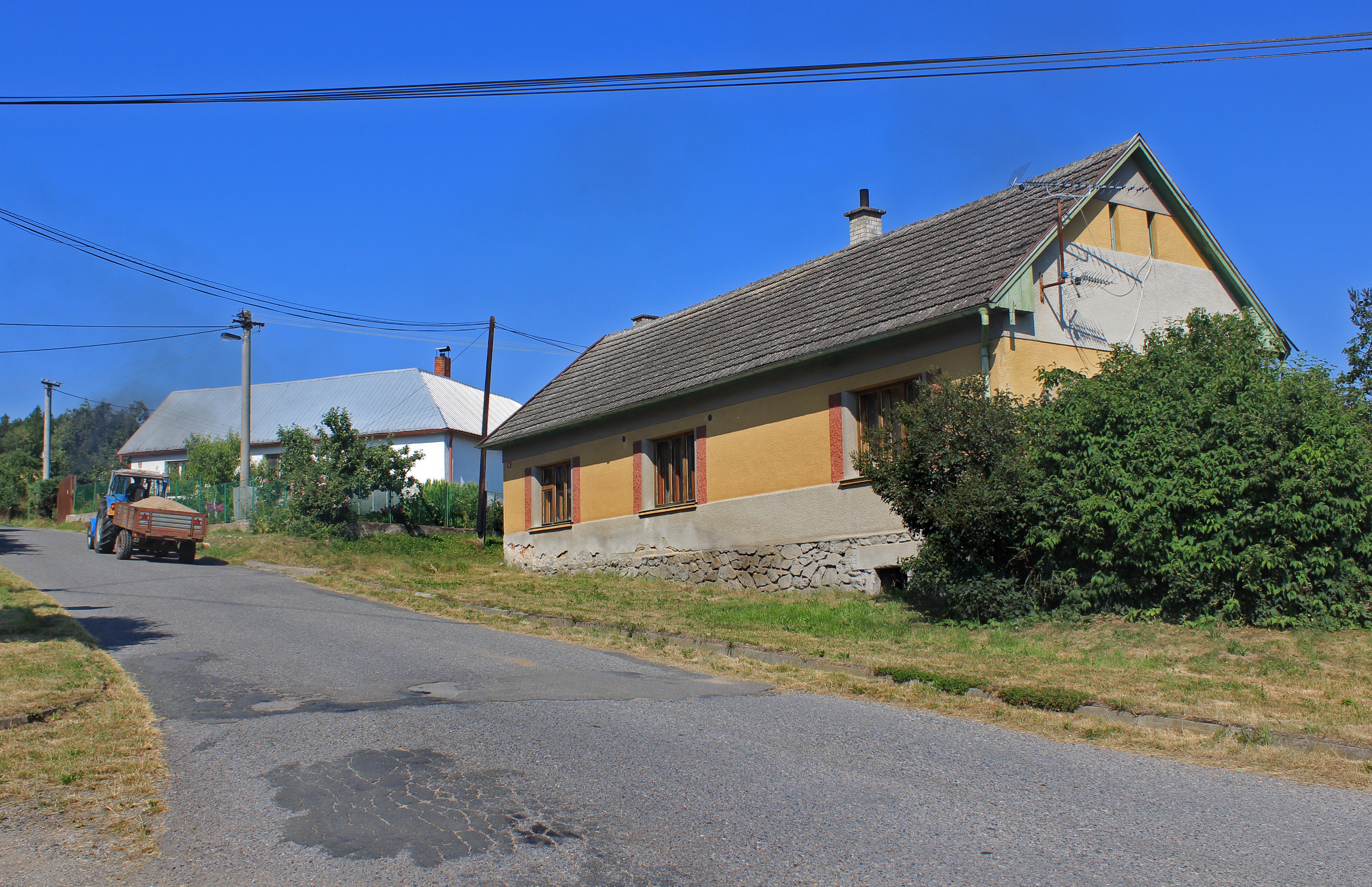
Dům čp. 18
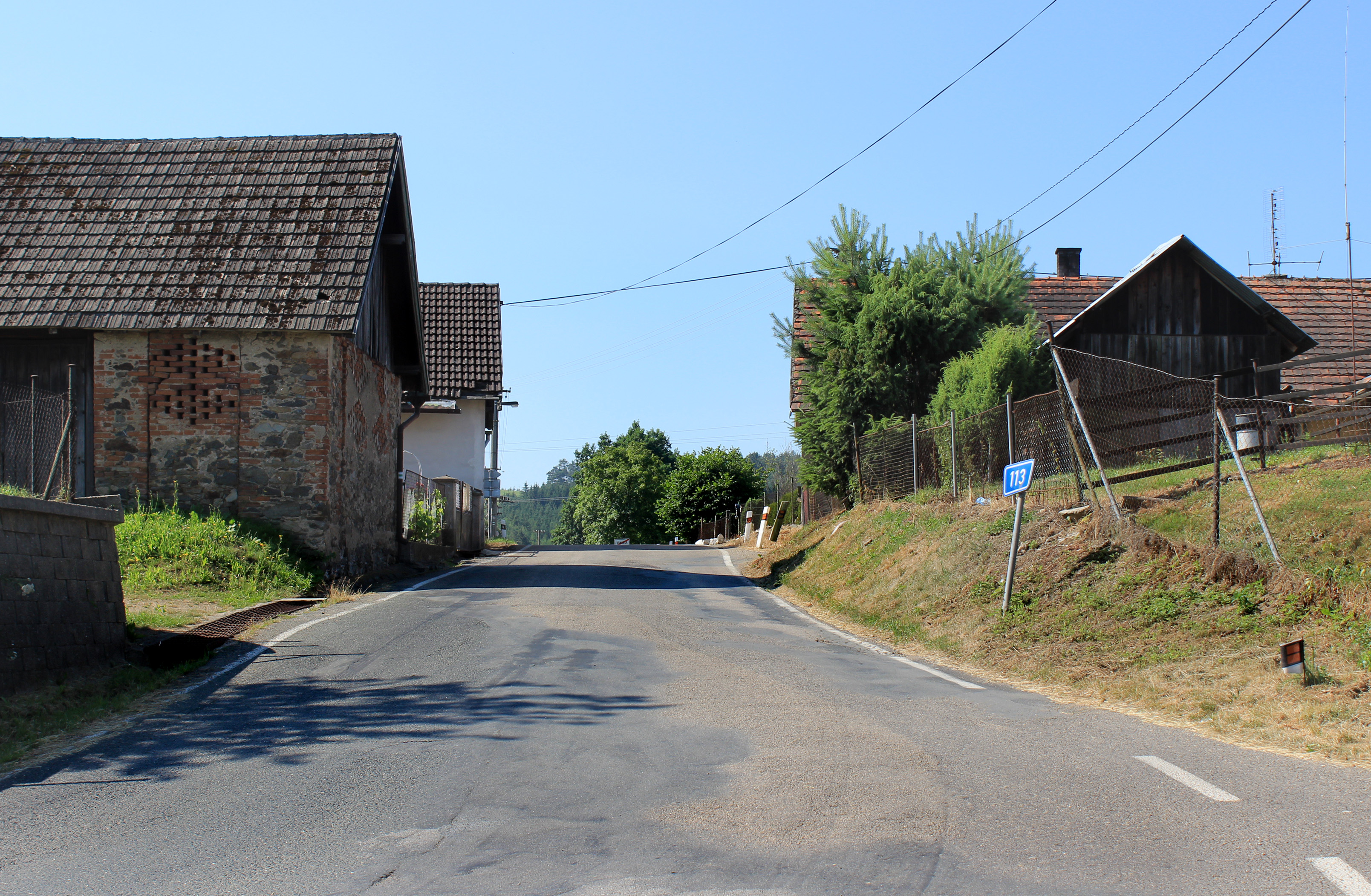
Silnice II/113
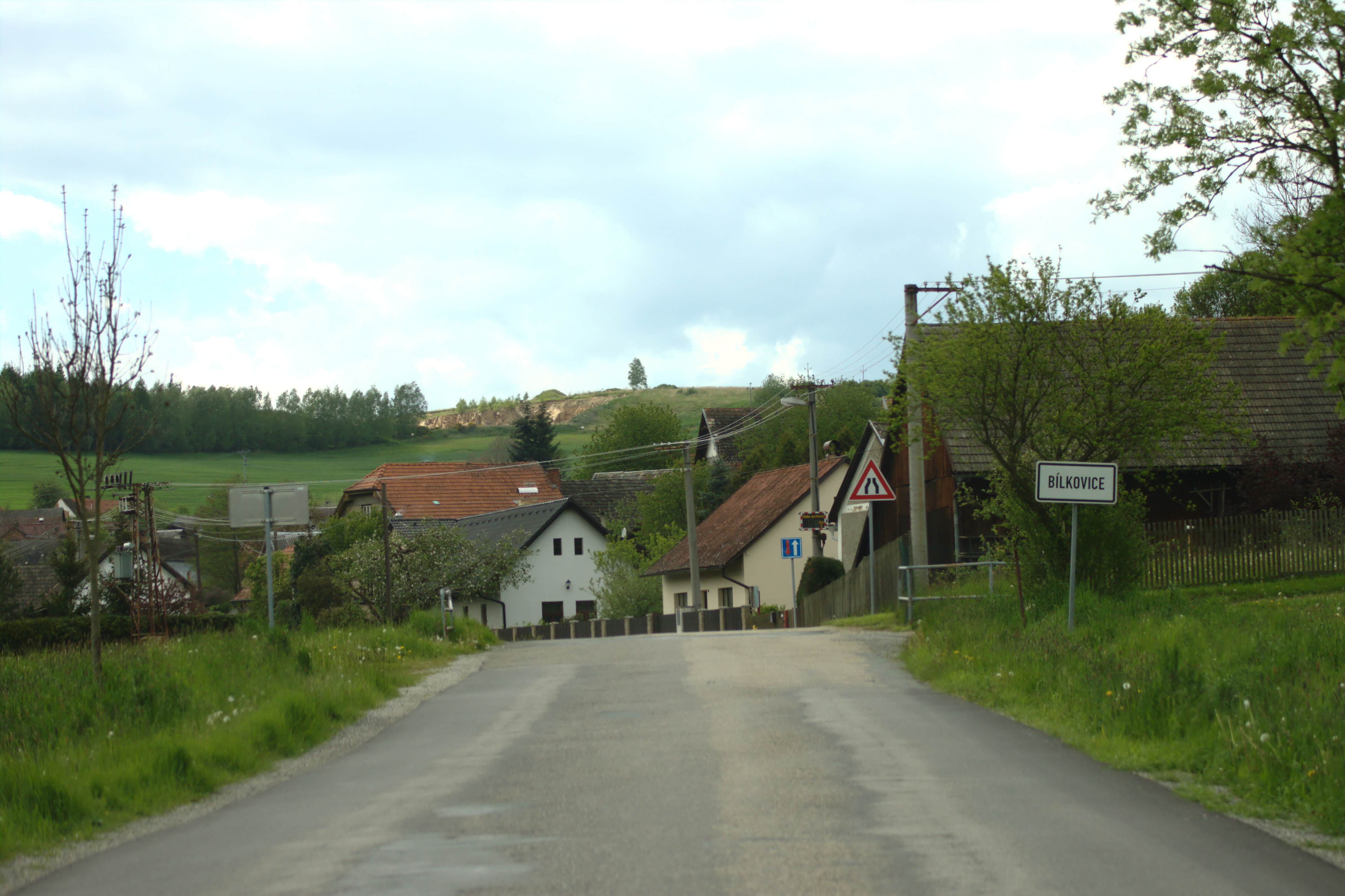
Příjezd k obci od východu